# Euglypta pehrsoni
Euglypta pehrsoni är en skalbaggsart som beskrevs av Miksic 1981. Euglypta pehrsoni ingår i släktet Euglypta och familjen Cetoniidae. Inga underarter finns listade i Catalogue of Life.